# Friedrich Wegener
Pour les articles homonymes, voir Friedrich et Wegener.
Friedrich Wegener (Varel le 4 avril 1907 – 9 juillet 1990) est un anatomo-pathologiste allemand qui, en 1939, a été le premier scientifique à décrire la granulomatose avec polyangéite.

## Biographie
Fils de chirurgien, il étudie la médecine à Munich, puis à Kiel. Il s'intéresse alors à l'anatomie pathologique et devient l'assistant de Kiel en 1933.
Au début de la guerre, il sert comme médecin pathologiste à Lodz, en Pologne, où il travaille jusqu'en 1944, lorsque la diphtérie le touche. Il se remet de sa maladie et travaille en tant que médecin militaire jusqu'à sa capture par les Américains. À sa sortie de prison, il travaille à Lübeck où il enseigne à la faculté de médecine à partir de 1964. Il prend sa retraite académique officielle en 1970. Toutefois, l'intérêt résurgeant pour les vascularites dans les années 1980 le maintient en activité. Il est reçu en 1989 à l'American college of Chest physicians (association américaine de pneumologie). Il décède en 1990 des suites d'un accident vasculaire cérébral.

## Lagranulomatose de Wegener
Il fait l'autopsie en 1934 d'une femme de 38 ans chez laquelle il décrit les atteintes de la muqueuse nasale et l'aspect de granulomatose nécrosante en microscopie. Un premier cas semblable a été décrit en 1931 par l'un de ses amis. Il présente son observation en 1936 à Breslau au cours d'un congrès de la société allemande de pathologie et le publie en 1939.
En 1954, un article de Churg et Godman emploie, pour la première fois, le terme de Granulomatose de Wegener.
L'appellation granulomatose de Wegener a été progressivement abandonnée par les professionnels de santé au profit de l'expression Granulomatose avec polyangéite, en raison du passé nazi de Wegener.

## Wegener et les Nazis
Il devient, en septembre 1932, membre des chemises brunes, une troupe paramilitaire nazie. Il s'inscrit au Parti National Socialiste le premier mai 1933 où il rejoint la section médicale. En 1938, il gagne l'équivalent du grade de lieutenant-colonel dans l'armée allemande. Sa position hiérarchique à Lodz durant la Seconde Guerre mondiale a fait soupçonner son rôle dans la mise en place du ghetto. Il a été qualifié de "criminel de guerre" par les autorités polonaises de l'après-guerre. Cependant, son cas n'a jamais été instruit. Friedrich Wegener a été réhabilité en 1947.